# Route 171 (Québec)
Pour les articles homonymes, voir R171 et Route 171.
La route 171 (R-171) est une route nationale québécoise d'orientation nord / sud située sur la rive sud du fleuve Saint-Laurent. Elle dessert la région administrative de Chaudière-Appalaches.

## Tracé
La route 171 débute à Scott sur la rive ouest de la rivière Chaudière. Elle longe cette dernière jusqu'à Lévis (secteur Saint-Étienne-de-Lauzon) avant de s'en éloigner à l'ouest et de se terminer une quinzaine de kilomètres plus au nord, sur la route 132. Elle est parallèle à l'A-73 et à la route 175, mais ces deux routes sont sur la rive est de la rivière Chaudière.

## Localités traversées (du sud au nord)
Liste des municipalités dont le territoire est traversé par la route 171, regroupées par municipalité régionale de comté.

### Chaudière-Appalaches
La Nouvelle-Beauce
- Scott
- Saint-Bernard
- Saint-Lambert-de-Lauzon

Hors MRC
- Lévis
  - Arrondissement Les Chutes-de-la-Chaudière-Ouest

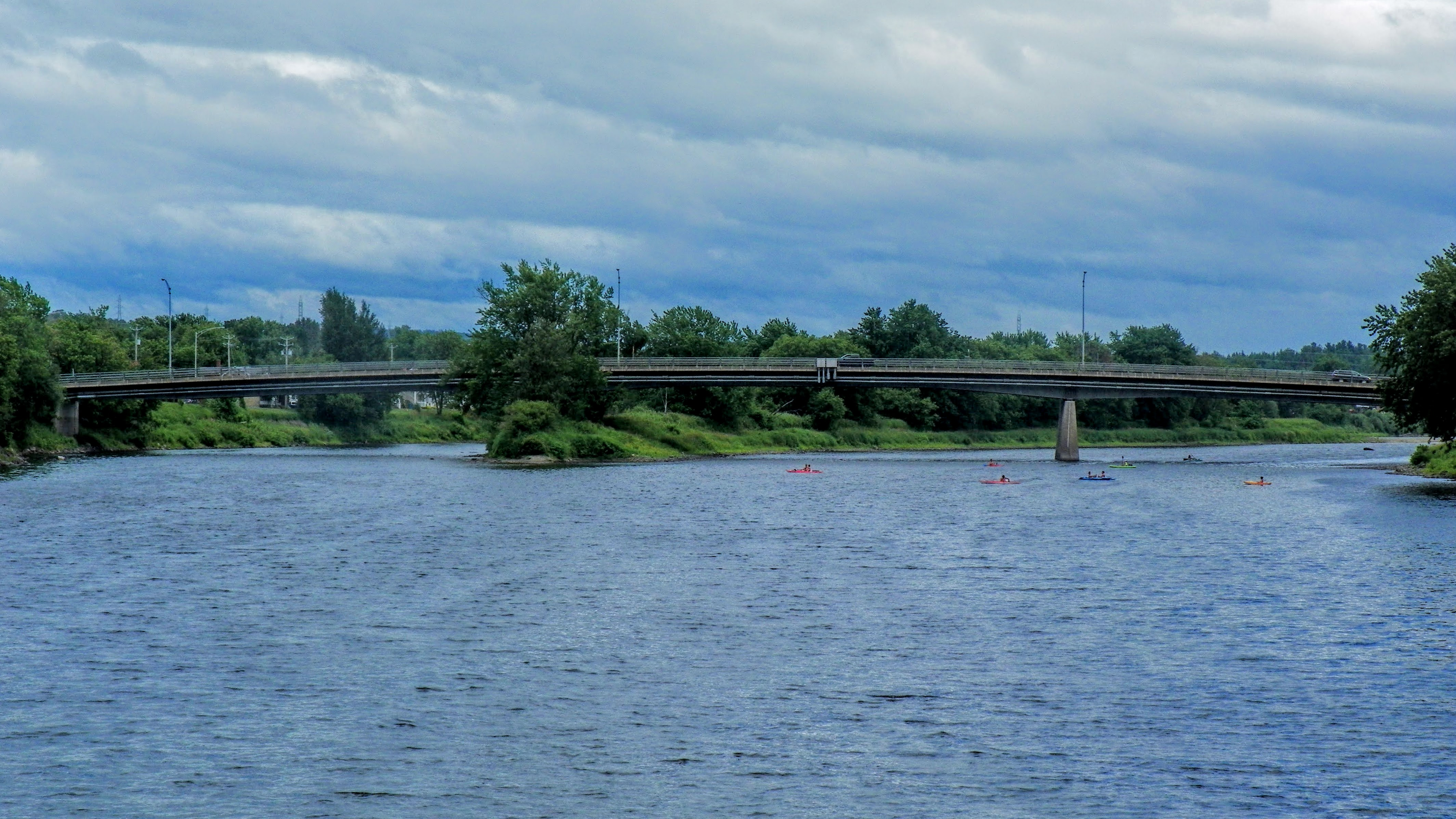
Pont de Scott sur la rivière Chaudière, près de la route 173.
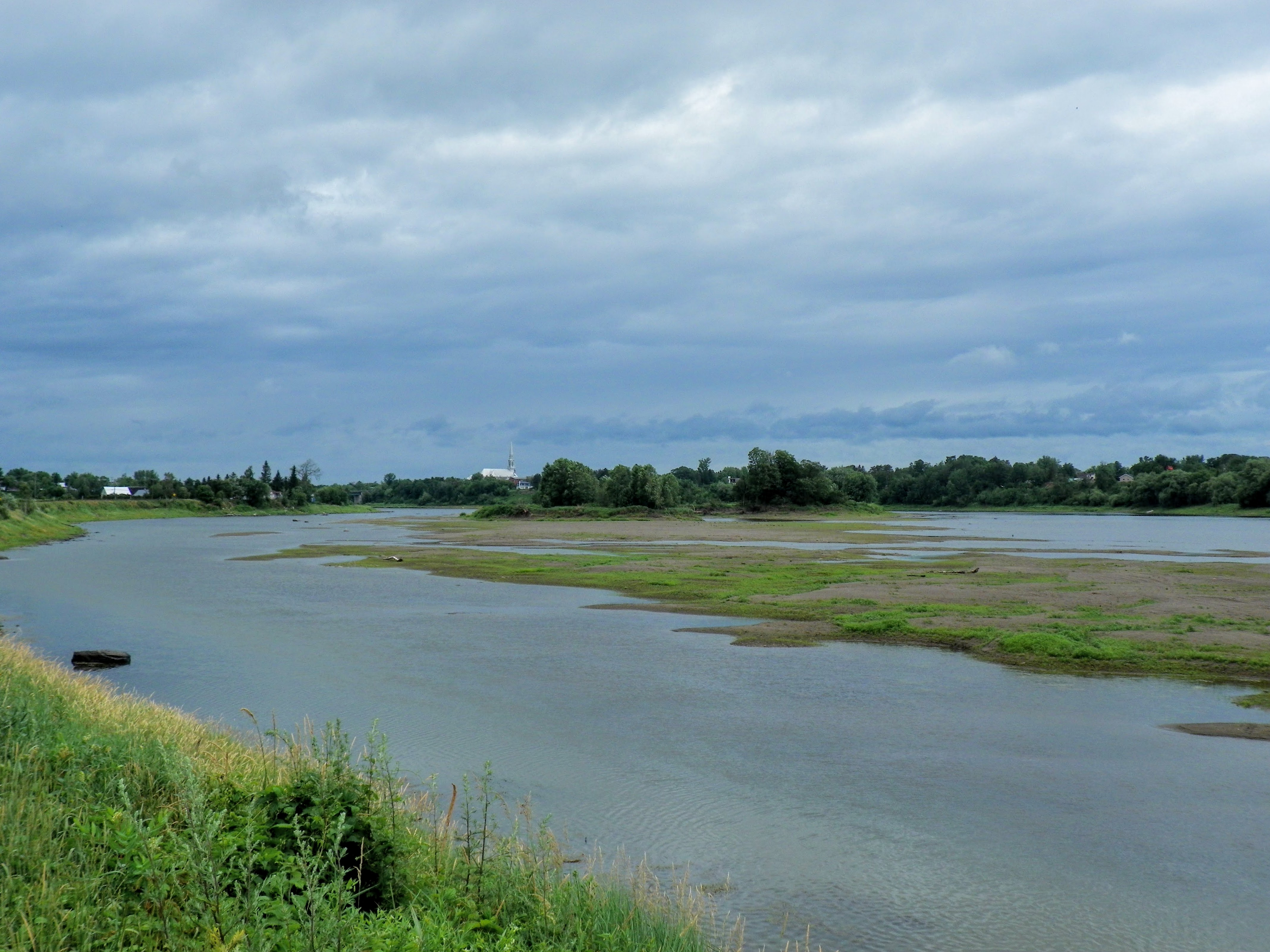
Rivière Chaudière vue depuis la rue Bellevue (route 171) à Saint-Lambert-de-Lauzon.
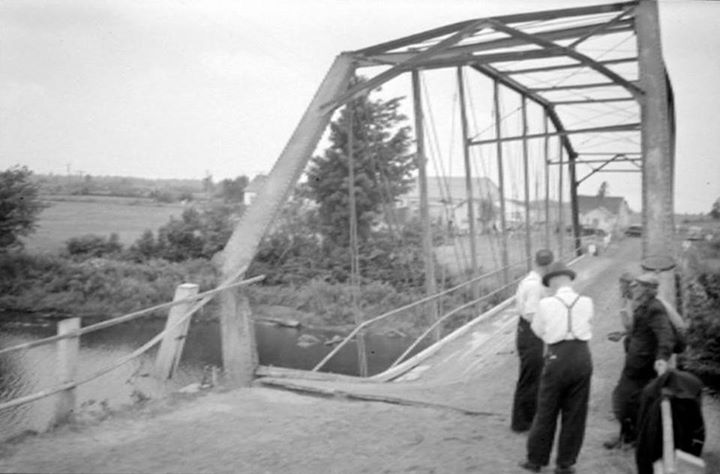
Ancien pont de Saint-Étienne-de-Lauzon au-dessus de la rivière Beaurivage sur la route 1.

## Intersections majeures
| MRC                     | Municipalité            | km    | Destinations                                | Notes |
| ----------------------- | ----------------------- | ----- | ------------------------------------------- | --- |
| La Nouvelle-Beauce      | Scott                   | 0,00  | R-173 vers A-73 – Lévis, Sainte-Marie       | |
| La Nouvelle-Beauce      | Saint-Lambert-de-Lauzon | 16,80 | R-218 vers A-73 – Saint-Gilles, Saint-Henri | |
| Lévis                   | Lévis                   | 30,80 | R-116 est – Québec, Saint-Rédempteur        | Terminus sud du multiplex avec la R-116; Saint-Rédempteur indiqué en direction sud, Québec indiqué en direction nord |
| Lévis                   | Lévis                   | 31,50 | R-116 est – Thetford Mines, Saint-Gilles    | Terminus nord du multiplex avec la R-116; Saint-Gilles indiqué en direction sud seulement                            |
| Lévis                   | Lévis                   | 35,70 | A-20 – Montréal, Québec                     | Sortie 305 de l'A-20                                                                                                 |
| Lévis                   | Lévis                   | 40,00 | R-132 – Sainte-Croix, Québec                | |
| - Terminus de multiplex |                         |       |                                             | |